# Arthur Lämmlein
Arthur Lämmlein (* 15. Juli 1899 in Karlsruhe; † 17. April 1964 in Freiburg im Breisgau) war ein deutscher Bauingenieur.
Lämmlein war Soldat im Ersten Weltkrieg und studierte 1919 bis 1922 Bauingenieurwesen an der TH Darmstadt. Danach war er in der Bundesbauabteilung Kinzig in Kehl und in der Neubauabteilung für die Main-Staustufe Wertheim, bevor er 1938 Leiter des Brückenbaubüros der Ministerialabteilung für Wasser- und Straßenbau in Karlsruhe wurde. Ab 1949 leitete er die Bauabteilung im Regierungspräsidium von Baden in Freiburg im Breisgau. Er war Regierungsbaudirektor.
Lämmlein unterstützte die ersten Spannbetonbrücken in Deutschland nach dem Krieg durch Fritz Leonhardt (Elzbrücke Bleibach 1948, Brücke Emmendingen 1949). Während seiner Amtszeit wurden auch die Rheinbrücken Kehl, Breisach und Neuenburg wiederaufgebaut.

## Schriften
- Straßenbrücke über den Rhein zwischen Kehl und Straßburg, Bauingenieur, Band 28, April 1953, S. 199–208.